# Williston Lake

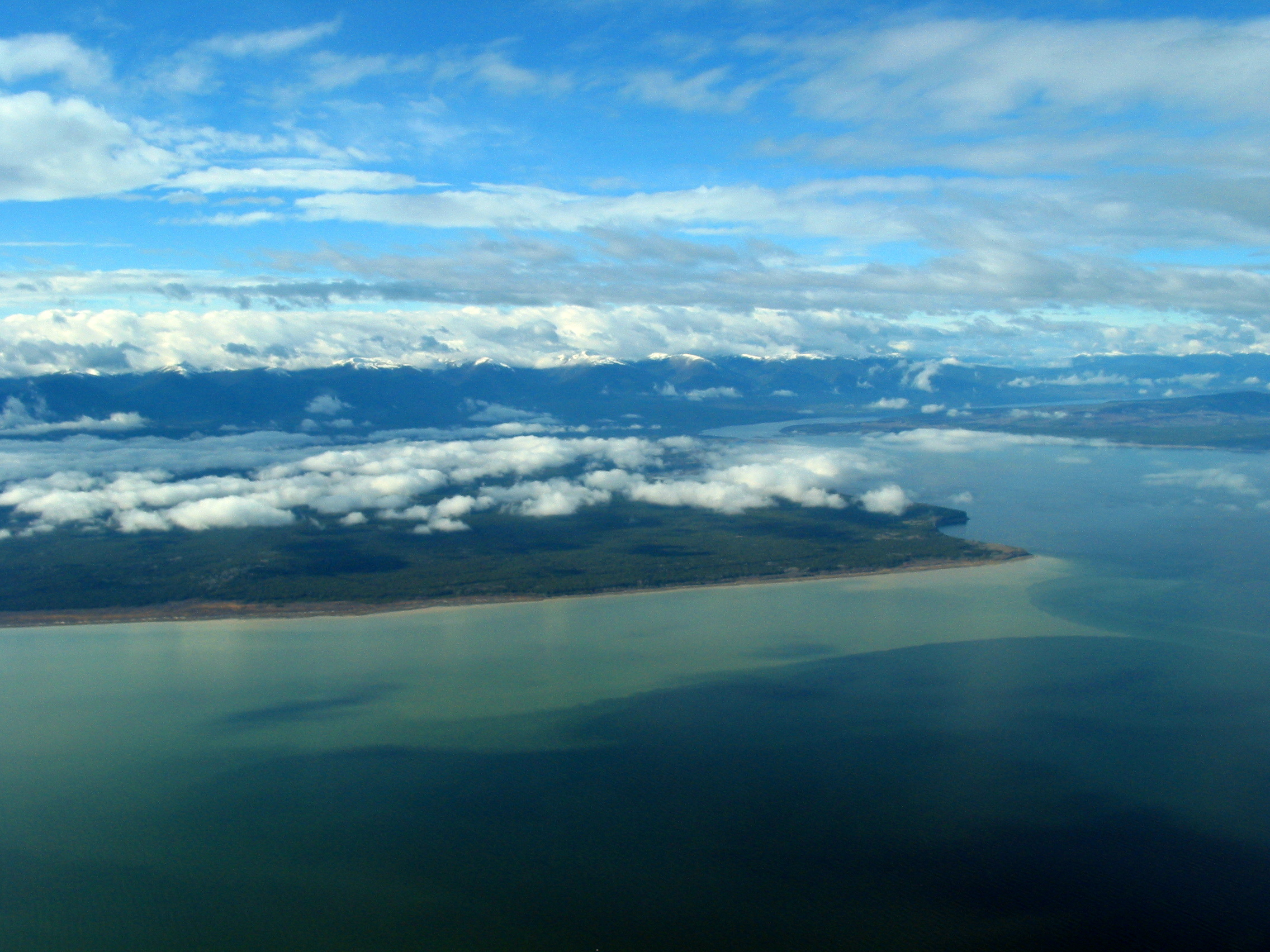
Ominica Arm, de kleine westelijke arm van het meer

Williston Lake is een stuwmeer achter de Bennettdam in het Northern Interior van Brits-Columbia in de Noordelijke Canadese Rockies. Met een oppervlakte van 1761 km² is Williston Lake het grootste meer van Brits-Columbia en (naar volume) het zevende grootste stuwmeer ter wereld.

## Geschiedenis
Het stuwmeer ontstond in 1968. Door de bouw van de Bennettdam overstroomde het woongebied van de oorspronkelijke bewoners, het Tsay Keh Dene-volk.

## Beschrijving
Het meer kent drie grote armen. De oostelijke arm ("Peace Reach") ligt direct achter de Bennettdam en doorsnijdt de Rocky Mountains. De Bennettdam ligt op de plaats waar de Peace River het gebergte verlaat. De Peace River sleet een groot doorbraakdal uit doorheen de Rockies. Dit dal, dat vroeger de naam "Peace Canyon" droeg, wordt nu gevuld door de Peace Reach, de oostelijke arm. Ten noorden ervan liggen de Muskwa Ranges en ten zuiden liggen de Hart Ranges, die beide worden gerekend tot de Noordelijke Canadese Rockies.
Aan het westelijke einde van de Peace Reach lag vroeger de samenvloeiing van de Parsnip en de Finlay (om samen de Peace te vormen). Hier vertrekken de noordelijke en de zuidelijke arm. Beide liggen direct ten westen van de Rocky Mountains, in de zogeheten Rocky Mountain Trench. De noordelijke arm, Finlay Reach, ligt in de vallei waar vroeger de Finlay stroomde. De zuidelijke arm ligt in de nu deels overstroomde vallei van de Parsnip. Een kleine westelijke arm wordt gevormd door de overstroomde vallei van de Omineca, een vroegere zijrivier van de Finlay die nu uitkomt in Williston Lake.
Het stuwmeer wordt gevoed door de volgende rivieren: Finlay, Omineca, Ingenika, Ospika, Parsnip, Manson, Nation en Nabesche.

## Omgeving
Op de oevers van het stuwmeer liggen meerdere provinciale natuurparken zoals Muscovite Lakes Provincial Park, Butler Ridge Provincial Park, Heather-Dina Lakes Provincial Park en Ed Bird-Estella Provincial Park. Op de oostoever van de zuidelijke arm ligt een van de weinige nederzettingen rond het meer: Mackenzie (gesticht in 1966 en ongeveer 3500 inwoners in 2011). De dichtstbijzijnde grotere stad is Prince George, zo'n 140 kilometer ten zuiden van het einde van de zuidelijke (Parsnip) arm.